# Hamilton, Alabama
Hamilton là một thành phố thuộc quận Marion, tiểu bang Alabama, Hoa Kỳ. Dân số năm 2009 là 6314 người, mật độ đạt 64 người/km².